# Journal of the American Pharmacists Association
Das Journal of the American Pharmacists Association, abgekürzt J. Am. Pharm. Assoc., ist eine wissenschaftliche Fachzeitschrift, die von der American Pharmaceutical Association veröffentlicht wird. Die Zeitschrift wurde 1912 unter dem Namen Journal of the American Pharmaceutical Association gegründet, sie erhielt im Jahr 2003 den leicht geänderten Namen Journal of the American Pharmacists Association und erscheint derzeit mit sechs Ausgaben im Jahr. Es werden Arbeiten aus allen Bereichen der Pharmazie veröffentlicht.
Der Impact Factor lag im Jahr 2014 bei 1,238. Nach der Statistik des ISI Web of Knowledge wird das Journal mit diesem Impact Factor in der Kategorie Pharmakologie und Pharmazie an 195. Stelle von 254 Zeitschriften geführt.